# Monte Arnato

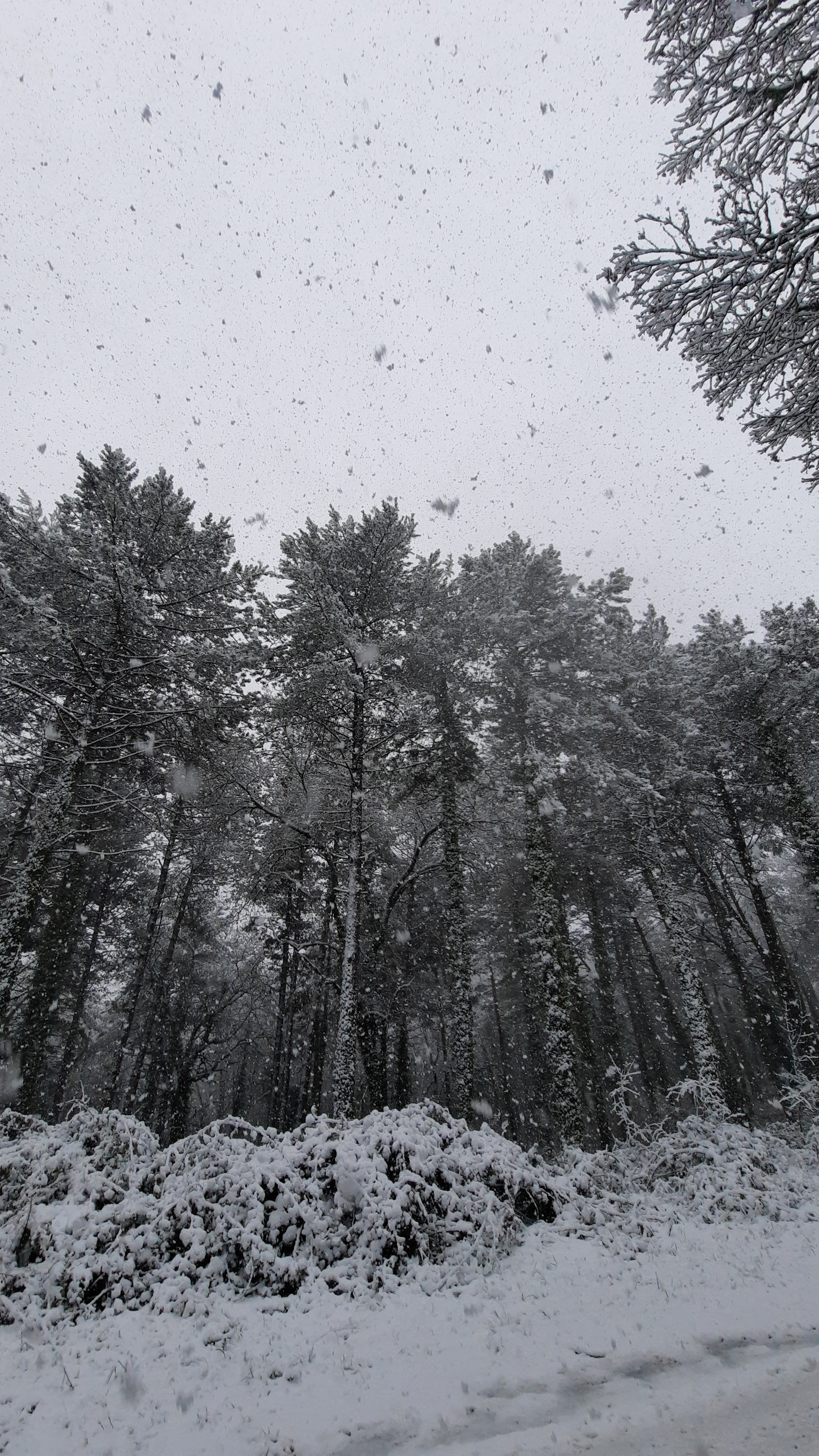
Copiosa nevicata del Gennaio 2023

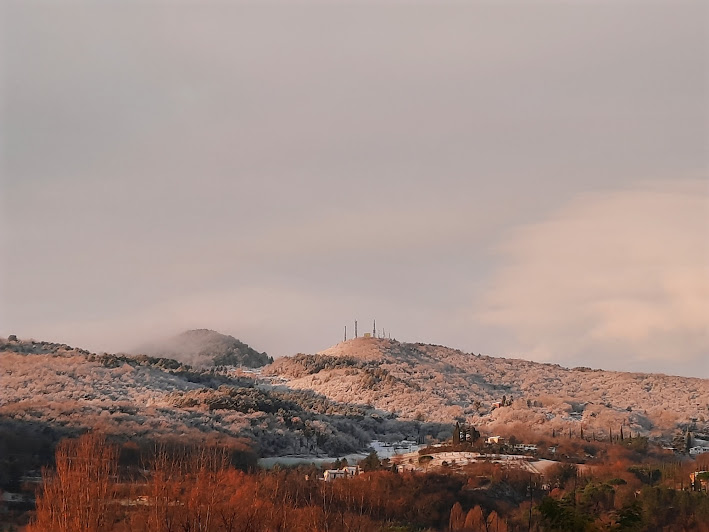
Monte Arnato illuminato all'alba dopo una nevicata

Monte Arnato è una montagna dell'Umbria situata nel comune di Città di Castello, in provincia di Perugia.

## Descrizione
Il monte raggiunge i 652 m s.l.m., con un dislivello di 364 m dal capoluogo. Sulle pendici del monte sorge la frazione di Uppiano; il territorio offre una vasta varietà di piante e vegetazione come pini, faggi e in abbondanza querce e ginestre. Presso la vetta si trovano trasmettitori della Rai e per radiocomunicazioni. Inoltre dal monte Arnato si gode di una splendida vista su Città di Castello e sull'Alta Valle del Tevere, e in giorni particolarmente tersi si possono osservare le vette più a alte dell'Appennino Umbro-Marchigiano. Il luogo è adatto a gradevoli passeggiate immerse nel verde, in autunno si può osservare il fenomeno del fogliame autunnale.